# Microdynerus parvulus
Microdynerus parvulus är en stekelart som först beskrevs av Herrich-Schäffer 1838.  Microdynerus parvulus ingår i släktet Microdynerus och familjen Eumenidae. Inga underarter finns listade i Catalogue of Life.